# Marsilea vulgaris
Marsilea vulgaris là một loài dương xỉ trong họ Marsileaceae. Loài này được Bojer mô tả khoa học đầu tiên..
Danh pháp khoa học của loài này chưa được làm sáng tỏ. 